# En midsommarnattsdröm

För andra betydelser, se En midsommarnattsdröm (olika betydelser).  

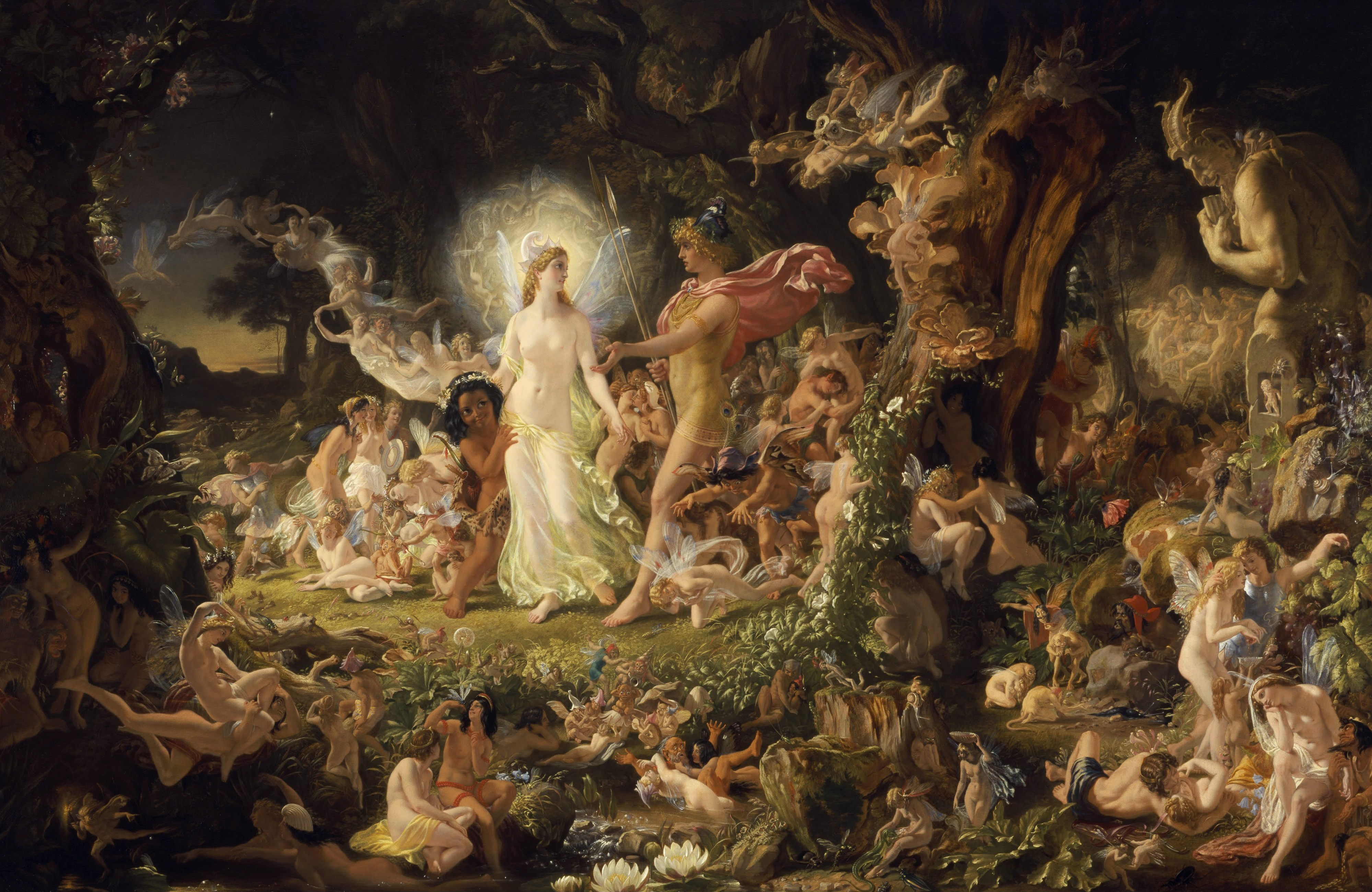
Oberon och Titania grälar av Joseph Noel Paton

En midsommarnattsdröm (originaltitel A Midsummer Night's Dream) är en komedi av William Shakespeare. Som många andra pjäser av Shakespeare behandlas ämnena kärlek (besvarad kärlek), avundsjuka och sorg. I pjäsen förekommer den mystiska figuren Puck, liksom älvkungen och älvdrottningen Oberon och Titania.

## Tillkomsthistoria

### Datering
Det är okänt när pjäsen skrevs men filologiska och litteraturhistoriska studier brukar ringa in möjliga tidpunkter genom att jämföra med verkliga händelser och hänsyftningar till andra verk. Kyrkomannen Francis Meres räknar upp tolv Shakespearepjäser i sitt verk Palladis Tamia som utkom 1598, däribland A Midsummer Night's Dream. På så vis kan man med säkerhet fastställa att pjäsen är skriven innan dess.
I akt 2 scen 1 beskriver älvdrottningen Titania detaljrikt en nederbördsrik och skördefördärvande period. Detta har tolkats som en hänsyftning till det katastrofalt regniga året 1594. Men det kan även vara hämtat från Ovidius Metamorfoser där Titania förekommer liksom skildringar av svåra oväder och deras härjningar (se nedan under Källor). När hantverkarna repeterar pjäsen som skall framföras på Teseus och Hippolytas bröllop har Botten vävare en utläggning om att de i en prolog måste förklara att lejonet inte är något riktigt lejon för att inte skrämma damerna i publiken. Detta anses kunna syfta på en verklig händelse i augusti 1594. Vid festmåltiden efter ett prinsdop i Edinburgh skulle ett lejon dra en vagn genom bankettsalen. Men då detta kunde ha skrämt de närmast sittande, däribland den blivande kung Jakob I, byttes lejonet ut mot något annat exotiskt: en svart man. En berättelse om detta publicerades några månader senare i London.
I akt 1 scen 4 av Romeo och Julia berättar Mercutio om trollväsendet Queen Mab som far över flickornas läppar och får dem att drömma om kyssar. Detta anses kunna vara en förstudie till Puck i En midsommarnattsdröm. Forskarna brukar gissa att Romeo och Julia och En midsommarnattsdröm är skrivna samma år och En midsommarnattsdröm i så fall efter Romeo och  Julia.
I En midsommarnattsdröm anses även finnas hänsyftningar till Edmund Spensers Epithalamion som är ett ode till hans tillkommande Elizabeth Boyle framfört vid deras bröllop 1594. Odet publicerades i en samlingsvolym 1595.
I femte aktens första scen säger Teseus: "Då lärdom nyss vid tiggarstaven dog". Detta antas kunna syfta på att flera populära pjäsförfattare dog i tät följd efter varandra: Robert Greene 1592, Christopher Marlowe 1593 och Thomas Kyd 1594.
Sammantaget gör detta att En midsommarnattsdröm anses vara skriven omkring 1595.

### Pjäsens källor
I En midsommarnattsdröm blandar Shakespeare klassisk mytologi och engelsk folklore. Han anses inte ha använt sig av några exakta källor, men motiv och figurer återfinns i ett antal tidigare verk, som kan ha tjänat som inspiration. Intrigen är helt och hållet Shakespeares egen, inte minst sammanvävningen av fyra olika intrigtrådar.
Intrigmönstret har vissa likheter med det i Anthony Mundays pjäs John a Kent and John a Cumber, men Shakespeares intrigflätning anses överlägsen. Det har inte gått att fastställa vilken av pjäserna som är skriven först. Mundays pjäs finns i en handskrift som daterats till omkring 1590 och det finns uppgifter som tyder på att den uppförts på teatern redan 1587.
Motivet med härskarbröllopet mellan Teseus, hertig av Aten och Hippolyta (Hippolyte), amasonernas drottning, återfinns i Geoffrey Chaucers The Knight's Tale i Canterbury Tales liksom i Plutarchos Bioi paralleloi.
Ovidius Metamorfoser översattes till engelska 1567 av Arthur Golding. I bok 4 finns sagan om Pyramus och Thisbe. En version finns även i Geoffrey Chaucers The Legend of Good Women från 1380-talet. Det är möjligt att Shakespeare även kände till John Gowers version i hans Confessio Amantis från 1390-talet, tryckt 1483. Innan han bestämmer sig för att hantverkarna skall spela historien om Pyramus och Thisbe förkastar Teseus i femte aktens första scen två andra historier från Metamorfoser: Striden mellan kentaurerna och lapitherna (endast kentaurer i de svenska översättningarna) och hur backanterna sliter sönder Orfeus.
I Metamorfoser förekommer även älvdrottningen Titania fem gånger. I Goldings översättning omnämns hon dock endast som the Fairy Queen. Namnet Titania finns bara hos Ovidius. Det finns anspelningar till Edmund Spensers The Faerie Queene som började ges ut 1590. Boken är en allegori över drottning Elisabet där hon går under namnet Gloriana. Namnet Oberon återfinns i hjältedikten (chanson de geste) Huon de Bordeaux som översattes till engelska av Gerald Berners 1534.
I Reginald Scots Discoverie of Witxhcraft från 1584 finns Robin Goodfellow, en möjlig förebild till Puck. Scot driver med rädslan för spöken och andeväsen. Hos Scot finns även en berättelse om en ung engelsman på Cypern som blir förvandlad till en åsna av en häxa.
Trolldomselixiret som Puck droppar i de sovandes ögon i andra aktens första scen kan vara hämtat från Jorge de Montemayors herdedikt Diana från omkring 1599. Det finns även kopplingar till pjäsen Dido, Queen of Carthage, publicerad 1594 och som brukar tillskrivas Christopher Marlowe. Hur Cupidos pil förvandlar hjärtansfröjd från oskuldsvit till blodröd vilket framkallar det magiska elixiret har paralleller till Ovidius berättelse om mullbärsträdet och visar på Shakespeares intresse för förvandlingar.
Motivet med åsnehuvudet i tredje aktens första scen finns även i Lucius Apuleius berättelse Den gyllene åsnan (Asinus aureus) som översattes till engelska 1566 av William Adlington. Apuleius berättar om hur berättaren själv av misstag förvandlas till en åsna av pigan Fotis. I bok 9 av metamorfoserna berättas om hur Apollon förser kung Midas med ett åsnehuvud. Historien har även likheter med Ovidius tragiska berättelse om jaktgudinnan Diana och jägaren Aktaion som förvandlas till en hjort.
Förvecklingarna mellan andeväsendena i skogen har likheter med Robert Greenes lustspel James IV från omkring 1590. Motivet med fyra förälskade ungdomar som ställs inför rätta i skogen återfinns också i det högtyska poemet Der Busant från 1300-talet.

### Tryckningar och text
Pjäsen registrerades hos Stationers Company (boktryckarskrået) 8 oktober 1600 av bokhandlaren Thomas Fisher som publicerade den första kvarton senare samma år, tryckt av Richard Bradock. Denna upplaga anses grundad på Shakespeares eget manus. Den andra kvarton publicerades 1619 av Thomas Pavier som även förde in pjäsen i den så kallade False Folio samma år. Både kvarton och folion trycktes av William Jaggard. Detta är den första sammanställningen av tio pjäser av Shakespeares hand eller som påstods vara skrivna av Shakespeare. Nästa gång pjäsen publicerades var i the First Folio 1623 som sammanställdes av Shakespeares skådespelarkollegor John Heminges och Henry Condell och publicerades av Edward Blount och Isaac Jaggard. Foliotexten tros vara korrigerad utifrån en sufflörs exemplar.

## Handling

### Rollfigurer
- Teseus, hertig av Aten
- Lysander, förälskad i Hermia
- Demetrius, förälskad i Hermia
- Hermia, förälskad i Lysander, dotter till Egeus
- Helena, förälskad i Demetrius
- Hippolyta, Teseus blivande fru
- Egeus, Hermias far

- Oberon, alfernas kung
- Titania, alfernas drottning

- Niklas Botten, vävare, spelar Pyramus i skådespelet
- Peter Kvitten, timmerman
- Frans Flöjt, bälgmakare, spelar Tisbe i skådespelet
- Tomas Snut, kittelflickare, spelar mur i skådespelet
- Robert Magerman, skräddare, spelar måne i skådespelet
- Snugg, snickare, spelar lejon i skådespelet

### Sammanfattning
Teseus, hertig av Aten, planerar bröllop med amasonernas drottning Hippolyta. Hermias far har bestämt att hon skall gifta sig med Demetrius men hon älskar Lysander som också älskar henne. Demetrius å sin sida har övergett Helena. Som underhållning på bröllopen repeterar en grupp hantverkare en pjäs. I skogen grälar älvkungen Oberon med älvdrottningen Titania. Han droppar en kärleksört i hennes ögon när hon sover, så att hon skall förälska sig i den förste hon ser när hon vaknar. Det råkar bli Botten vävare som Puck försett med ett åsnehuvud. Ungdomarna jagar varandra i skogen. Puck droppar blomsaften i Lysanders och Demetrius ögon. När de vaknar blir båda blixtkära i den tidigare ratade Helena. Ordningen återställs dock och vid hertigens bröllop vigs också Hermia med Lysander och Helena med Demetrius. Vid bröllopet framför hantverkarna pjäsen om Pyramus och Thisbe.

### Akt 1
Scen 1: Medan Teseus, hertigen av Aten, och Hippolyta, amasonernas drottning, planerar sitt bröllop, kommer Egeus med sin dotter Hermia för att förmå henne att acceptera Demetrius som sin man istället för Lysander som hon håller kär, eller att hon enligt lagen må dödas, eller, såsom Tesues föreslår, må evigt tillbe gudinnan Diana som nunna. Hermia och Lysander planerar att fly, en flykt som Helena, Hermias väninna, tänker avslöja för sin älskade Demetrius för att vinna poäng hos honom.
| ”                                                        | Jag går och berättar för Demetrius Om Hermias flykt. Då går han med till skogen I morgon natt. Han tackar mig nog knappast, Och gör han det så vet jag vad det kostar. | „ |
| – Helena, akt I scen 1, Göran O. Erikssons översättning. | |   |

Scen 2: I en bondstuga bestämmer sig sex arbetare för vilka roller de ska ha i det skådespel de ska framföra, och bestämmer sig för att senare träffas och öva vid hertingens ek.

### Akt 2

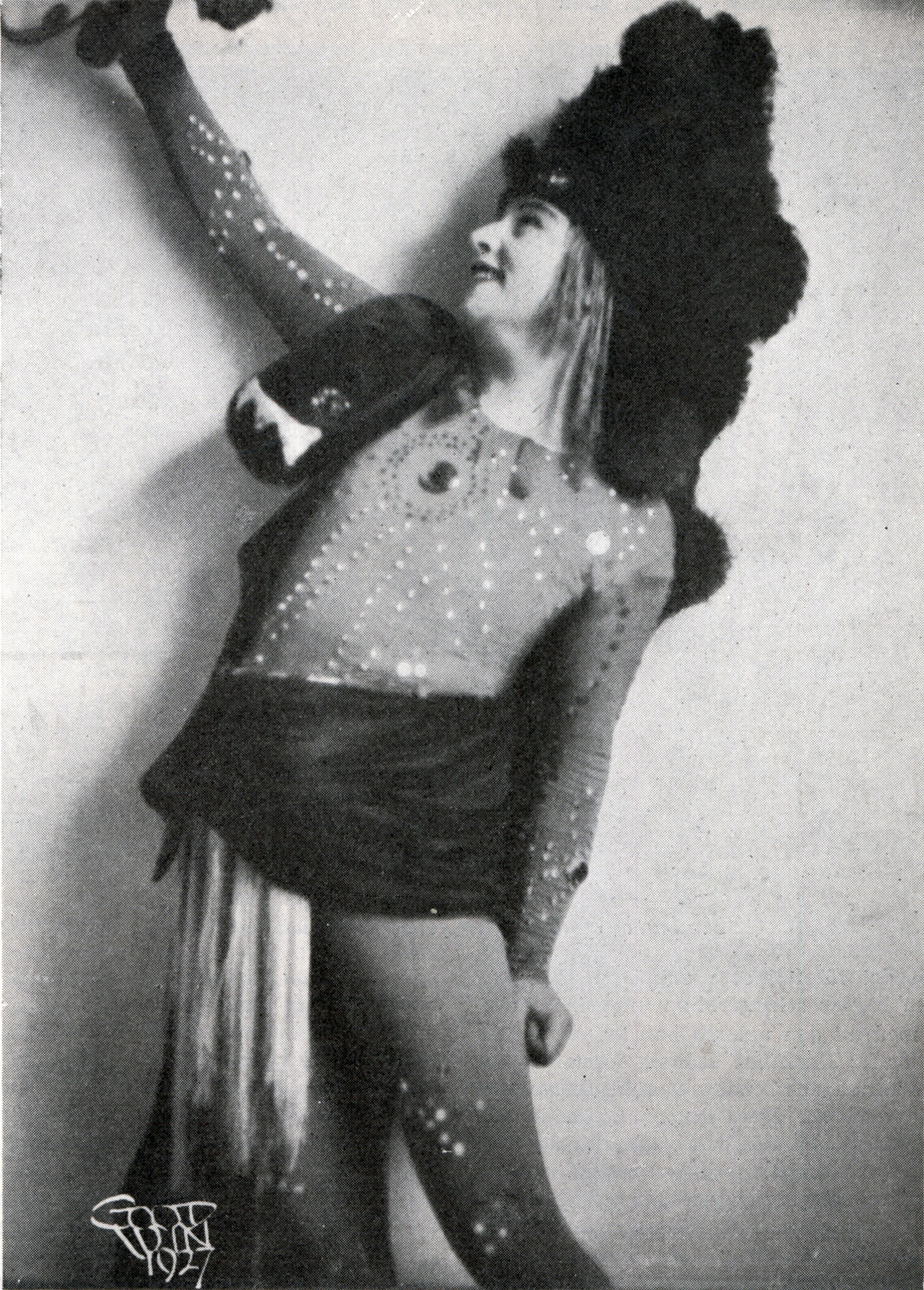
Signe Kolthoff som Oberon på Dramaten 1927.

Scen 1: Älvkungen Oberon, som ska hålla hov i skogen utanför Aten, är svartsjuk på sin hustru, älvdrottningen Titania för att hon har en fager page, sonen till kungen av Indien. Oberon ber Puck plocka en ört som träffats av Kupidos brandpil, så att han kan droppa dess saft på Titanias ögonlock för att hon ska bli kär i den förste som hon ser. Även Demetrius och Helena kommer till skogen, han för att mörda Lysander, och hon för att försöka vinna Demetrius.
Scen 2: I en annan del av skogen dansar älvorna ringdans så att Titania kan somna. Oberon kommer sedan dit och smörjer hennes ögonlock med blomsaften. Lysander och Hermia som flytt, lägger sig också och somnar i skogen, något på avstånd. Helena upptäcker Lysander, och han berättar att det är henne han har kär. När Hermia vaknar är hon ensam.

### Akt 3
Scen 1: Titania vaknar av rösten från Botten, en av de sex arbetarna som repeterar i skogen, han som spelar Pyramus och som Puck utklätt med åsnehuvud, och när hon ser honom blir hon förälskad. Titania ber fyra älvor föra honom hem till henne.
Scen 2: Puck har fått order från Oberon att även låta den atenske mannen, det vill säga Demetrius, få blomsaft på ögonen. Men eftersom Lysander har likadana kläder så förväxlar Puck de båda. När så Helena väcker Lysander blir han förälskad i henne. Puck får bakläxa och ger också Demetrius blomsaft, vilket slutar med att också han förälskar sig i Helena. De båda männen utmanar varandra till duell.

### Akt 4
Scen 1: Under kraften från blomsaften ger Titania sin page till Oberon, och Puck tar sedan av åsnehuvudet från Botten och skickar honom tillbaka till Aten, därpå löses Titania från förtrollningen. När Teseus, Egeus och Hippolyta är ute och jagar i skogen, träffar de Demetrius som nu är kär i Helena och Lysander som nu kan få sin Hermia. Teseus ber dem infinna sig i templet så att paren kan förenas, vilket de går med på trots att kärleksparen bestämmer sig för att tro att nattens händelser måste ha varit en dröm. Botten vaknar och undrar ifall han inte kan få Kvitten att skriva en visa om "Bottens dröm".
Scen 2: I Kvittens rum i Aten sitter de andra skådespelarna och oroas över uteblivna intäkter ifall inte Botten dyker upp. Så kommer äntligen Botten och de kan förbereda sig till föreställning.

### Akt 5
Scen 1: I ett rum i Teseus palats uppför skådespelarna sin pjäs, Pyramus och Tisbe.
Scen 2: Puck, Oberon och Titania välsignar kärleksparen.
| ”                                                         | Lär er sången utantill. Varje ord ska ha sin drill. Hand i hand i vår final Ska vi signa denna sal. | „ |
| – Titania, akt V scen 2, Göran O. Erikssons översättning. | |   |

## Analys

### Teman och motiv
Pjäsens centrala tema är kärlek och fruktbarhet. Kvinnligt ställs mot manligt, odling mot erövring och förnyelse mot utarmning. Pjäsen börjar med sterilitet och konflikt: Teseus får inte röra Hippolyta innan nymånen. Efter alla förvecklingarna slutar det hela i fruktbarhet och försoning. Pjäsen får karaktären av ritual för att övervinna det livshotande och frambesvärja nytt liv.
Detta är den enda av Shakespeares pjäser som innehåller ett riktigt äktenskapsgräl, det mellan älvkungen Oberon och hans drottning Titania. Ett bärande motiv är hur människor (och feer) transformeras av den sexuella åtrån. Både erotiken och lagen är utpräglat manliga. För Teseus är äktenskapet med amasondrottningen Hippolyta en förlängning av kriget mot amasonerna, dock med könskampen som medel. Som kontrast förläggs ungdomarnas kärlek liksom i Som ni behagar och Köpmannen i Venedig till en zon utom föräldrarnas kontroll. Liksom i Som ni behagar är skogen som ungdomarna beger sig till en asyl från samhällets ordning och krav. I skogen skildras kärleken och åtrån som blind men med utbytbara föremål, allt genom Pucks försorg; Titanias häftiga förälskelse i Botten med åsnehuvudet och ungdomarnas vindlande jakt på varandra, allt skildrat som komediförvecklingar. Titanias förälskelse i den bestialiskt förvandlade Botten är ett straff för att hon försökt sätta Oberon på plats. Bottens förvandling till en best har sin parallell i Helenas belägenhet, hon säger om sig själv, "jag är vederstygglig som en björn / För alla djur jag möter flyr i skräck." (II:2)
Grundackordet är munterhet och livsbejakelse. Man påminns pjäsen igenom om att ingenting allvarligt kommer att hända. I pjäsen finns erotiska övertoner och kärleken ses från den respektlösa sidan. Samtidigt ger Shakespeare flera fingervisningar om kyskhets- och trohetsideal. Ett av dessa partier är referensen till Elisabet I när Oberon kallar Titania "jungfrudrottningen" ("imperial votaress", II:1). I pjäsen måste dock de båda drottningarna Hippolyta och Titania att underkasta sig Teseus och Oberon, ge upp sin självständighet och inordna sig i den patriarkala ordningen. Detta är särskilt problematiskt då drottning Elisabet antog rollen som amasondrottningen Hippolyta när hon höll tal till de engelska trupperna på Tilbury Fort 8 augusti 1588 inför den spanska armadans förestående anfall. Här finns såväl hövisk kärlek som groteskt blind förälskelse. Däremellan ungdomarnas labyrintiska lek med jägare och förföljda som växlar roller. Skogen och natten är dock en parentes i tillvaron, ordningen återställs. Handlingen kan betraktas som en besvärjelse av den disharmoni som kan hota en kärleksrelation i övergången från impuls till kontrakt. När ordningen återställs så är det med erfarenheten att verkligheten inte kan existera oberoende av fantasin och drömmen. Allt väger lika och förvandlas stundom till sin motsats: sanning och lögn, frihet och fångenskap liksom människa och djur. Sinnlighet och andlighet är inte längre motsatspar.
Pjäsen blandar antik mytologi och engelsk folklore.
Pjäsen igenom förs ett resonemang om sken och verklighet och om dröm och verklighet. Verkligheten gungar till för de fyra ungdomarna när de vaknar i skogen och även för Botten när han vaknar utan åsnehuvud. Teseus tal i femte aktens första scen är ett av få ställen där Shakespeare uttalar sig om poesins natur. Det är även ett av de mest citerade Shakespeare-ställena:
| ”                                                        | Dårar och älskande har heta hjärnor Och deras inbillning kan hitta på Mer än vi nånsin fattar med förnuftet. Poeten, galningen och älskaren Verkar bestå av idel fantasier. Dåren ser flera djävlar på sin väg Än helvetet kan rymma. Älskaren Ser skönhet i ett tovigt ögonbryn. Poeten har sitt öga överallt, Han låter blicken svepa jord och himmel, Och saker som hans fantasi har format Men ingen sett, förvandlar han med pennan Till verklighet, så att luftigt intet Får namn och hemvist. Sån är fantasin. | „ |
| – Teseus, akt V scen 1, Göran O. Erikssons översättning. | |   |

### Stildrag
Pjäsen bygger på fyra olika intrigtrådar: det förestående bröllopet mellan Teseus och Hippolyta; Lysanders och Hermias kärlek mot föräldrarnas vilja, vilket ytterligare kompliceras av att Demetrius också älskar Hermia medan Helena älskar honom; oenigheten mellan fekungen Oberon och hans drottning Titania; samt hantverkarnas bekymmer med att repetera en pjäs som skall framföras på Teseus och Hippolytas bröllop. Den sammanhållande länken mellan de olika trådarna är Puck som drar i alla trådar och ställer till oreda men till slut ställer allt till rätta. Handlingen rör sig i turer som påminner om balettens grace och är lika bunden av dess stränga komposition.
En midsommarnattsdröm innehåller ett flöde av varierande poetiska stilar, versmått och rimflätor. Pjäsen innehåller en del av Shakespeares mest välkända dramatiska poesi. Puck och hans värld har format många efterkommande föreställningar av feerier. En midsommarnattsdröm innehåller viktiga reflektioner om teaterns och illusionens natur. Pjäsen bygger på sammanflätning av olika lager av intrig och konstgrepp.
Ögat och seendet är en central metafor i En midsommarnattsdröm. Orden "form" (shape), "förändring" (change), "upplösning" (dissolve), "överföra" (transpose) och "smälta" (melt) upprepas och varieras många gånger i dialogen och bidrar till den metamorfosernas poesi som genomsyrar alla skikt av handlingen. Det finns ett mönster av symmetri och repetition i flera replikväxlingar. Men symmetrin åstadkommer inte trygghet genom att bevara balansen i dialogen. Den kan när som helst genomträngas av vanvett.
Här finns flera exempel på Shakespeares uppräkningsglädje, som när Oberon beskriver alla örter och växter i skogsbacken (akt II scen 1). Här finns även uppseendeväckande naturimpression som när Puck i tredje aktens andra scen beskriver de flyende hantverkarna som förskräckts av Bottens åsnehuvud vid en flock skränande kråkor. Djurmetaforerna är genomgående kopplade till separation och avsked. Shakespeares förtjusning i motsatsparet svart och vitt är ofta kopplat till ras. Helena liknas vid en vit duva medan Hermia vid en svart korp. Lysander avvisar Hermia med orden "Släpp mig, din etiop!"

#### Versexempel
I En midsommarnattsdröm finns flera exempel på hur Shakespeare överger blankversen och istället använder andra versmått för att förstärka den dramatiska effekten. När Oberon droppar örtsaft i Titanias ögon talar han i trokéer vilket får en suggestivt besvärjande verkan:
| ”                                                         | Den som du nu först får se Skall du all din kärlek ge Åtrå med ditt skötes törst Den som här du möter först. Allt som vilt och ludet är Gör dig lika häftigt kär. Lodjur, vildsvin eller katt Blir din älskare i natt. | „ |
| – Oberon, akt II scen 3, Göran O. Erikssons översättning. | |   |

Men också andra rytmer kan ge övernaturlig kraft. Älvan rusar iväg med anapester för att övergå i trokéer från rad fem och sakligt landa i jamber från rad tretton:
| ”                                                        | Över hav, över land Genom buskar och träd Genom vatten och brand Över åker och hed Löper jag i natten klar Snabbare än månen far. Gräset måste fuktas jämt Det har drottningen bestämt Där står gullvivor på vakt Röda stänk i gyllne prakt Är rubiner som jag gett dem Och som drottningen har bett om. Nu måste jag ha mera vatten Så de få sina örhängen till natten. - Farväl, du narr bland andar! Jag har bråttom För drottningen kan komma när som helst. | „ |
| – Älvan, akt II scen 1, Göran O. Erikssons översättning. | |   |

När Puck gjuter trolldomssaften på den sovande Lysanders ögon låter Shakespeare honom tala med en egen rytm, dessutom med parvisa rim:
| ”                                                        | Kallt och vått sov gott. - När din vän vaknar sen är hans öga rent igen. Vakna nöjd. Se med fröjd. henne som du tyckt om hon är den som är din vän. | „ |
| – Puck, akt III scen 2, Göran O. Erikssons översättning. | |   |

Shakespeare kunde också tillåta sig att variera jamben och stycka upp versen med oregelbundna cesurer:
| ”                        | The ox hath therefore stretch'd his yoke in vain, The ploughman lost his sweat, and the green corn Hath rotted ere his youth attain'd a beard; The fold stands empty in the drowned field, | „ |
| – Titania, akt II scen 1 | |   |

Göran O. Eriksson är effekten någorlunda trogen:
| ”                        | Därför drar oxen nu sitt ok förgäves, Bonden får ingen skörd: det gröna kornet Har ruttnat långt innan det får borst. Fållan står öde på den sanka ängen | „ |
| – Titania, akt II scen 1 | |   |

### Kritik
En midsommarnattsdröm var populär under Shakespeares livstid. Pyramus och Thisbe inspirerade John Taylor (1578-1653), pionjär inom engelsk nonsenspoesi. Efter att teatrarna återöppnats efter restaurationen föll pjäsen i popularitet. Under 1700-talet avfärdades den som självsvåldigt krimskrams. Den inflytelserike Samuel Johnson kallade pjäsen för "vild och underlig". Den irländske dramatikern Francis Gentleman (1728-1784) talade om "en pueril intrig, en omaka blandning av störande händelser och en forcerad sammanblandning av olika stilar".
Under romantiken omvärderades pjäsens fantasifullhet. 1800-talets kritiker såg seriöst på pjäsen. Georg Brandes lade vikt vid pjäsens nyskapande betydelse för romantikerna och såg den som en brygga från Edmund Spenser till Percy Bysshe Shelley. Kritiker under de viktorianska och edwardianska epokerna ville inte kännas vid pjäsens frisläppta sexualitet och skildring av könsmaktsordningen.
1900-talets kritiker tyckte att man i pjäsen kunde se element av folkligt majfirande. Man såg den som en komisk skruv på fruktbarhetsriter. Man betonade de utsagor om illusionen som kommer till uttryck i pjäsen och fäste vikt vid dess konfliktfyllda bild av relationerna mellan könen. Kritiker och regissörer har klagat över att pjäsens ungdomar är alltför lika varandra, men pjäsen är tillkommen innan den psykologiska realismen var påtänkt. Mot detta anförde den svenske teaterkritikern Leif Zern i Älskaren och mördaren 1984 att Shakespeares ärende var att skildra hur pjäsens personer förlorar alla konturer, alla särdrag och all psykologisk individualitet. Regissören Göran O. Eriksson menade å sin sida 1982 att ungdomarna inte alls är schablonfigurer som är utbytbara sinsemellan. Tvärtom menade han att de är "starkt olika och belyser från vart sitt håll det manssamhälle som har präglat dem och deras känsloliv."
1957 skrev George Kirkpatrick Hunter: "Kärleksparen är dansörer och byter partner mitt i en figur; ögonblicket för partnerbytet bestäms av dansen, mönstret, och inte av dansörernas psykologiska tillstånd."
1959 påvisade Cesar Lombardi Barber släktskapet i struktur och mönster mellan komediformen i En midsommarnattsdröm och både folkliga festligheter och högreståndsförlustelser under årliga högtider. Då kunde det normala få träda åt sidan för det narraktiga, befängda och uppochnervända. Barber skrev att majkulten försåg Shakespeare med "strukturen till hela handlingen, som rör sig från staden till skogsdungen och tillbaka igen och som för med sig sommaren till bruden".
Den polske teaterteoretikern Jan Kott inspirerades av Sigmund Freud och menade 1964 att det finns en stark förbindelse mellan djurmotivet och erotiken i En midsommarnattsdröm. Han menar att sexualiteten frilägger skikt som moralen förbjuder och förtränger. De djur som räknas upp för tankarna till brunst. Några av dem spelar en framträdande roll i den sexuella demonologin.
1974 menade Alexander Leggatt att pjäsens många olika miljöer gör att handlingen kan beskrivas från ständigt skiftande utgångspunkter. Platsbytena fungerar som en relativisering av intrigen. Han skriver att både konsten och kärleken skapar ett område av ordning i kaos. Leif Zern menar att detta är önsketänkande och att ungdomarna aldrig ger sitt medgivande till att ordningen återställts. På ett liknande vis beskrev Ruth Nevo 1980 ungdomarnas erfarenhet som en resa och en kur varifrån de återvänder friska och pånyttfödda.
Den inflytelserike amerikanske nyhistoricistiskt inriktade litteraturteoretikern Louis Montrose satte 1983 pjäsens animus i relation till oskulden, den tämjda amasonen Hippolyta och den besegrade Titania. På så vis tyckte han sig kunna sätta fingret på manlig ångest inför verklighetens älvdrottning, Elisabet I.
Leif Zern påpekade 1984 att blicken i En midsommarnattsdröm har samma funktion som förklädnaden i Trettondagsafton och Som ni behagar. Alla älskar fel personer, därav de många bilderna som har med synen och seendet att göra. Zern opponerar mot tidigare kritikers syn på pjäsen som en orsakskedja från ordning till kaos och tillbaka igen. Istället menar han att handlingen rör sig i olika riktningar så att alla värden ställs på huvudet. Kärleksparen befinner sig i olika världar, halvvägs mellan sömn och vakenhet. Krisen är det naturliga tillståndet, resultatet är en fundamental upplösning av rationaliteten. "I kärleksparens fall blir de misstag som ligger i synen undanröjda så att de sanna relationerna kan upprättas på nytt".

## Översättningar till svenska
Det finns sex publicerade översättningar till svenska av En midsommarnattsdröm och ytterligare fyra som spelats på teatern. De tryckta översättningarna är Carl August Hagberg 1847 (ingående i Shakspere's dramatiska arbeten. Bd 1), Per Hallström 1923 (ingående i Shakespeares dramatiska arbeten. Lustspel, Bd 2), Allan Bergstrand 1946, Åke Ohlmarks 1962 (ingående i samlingsbandet Komedier) och Göran O. Eriksson 1983, ursprungligen gjord för hans egen uppsättning på Stockholms stadsteater 1979. 1956 reviderade Karl Ragnar Gierow Carl August Hagbergs översättning för en uppsättning på Kungliga Dramatiska Teatern. 1969 gjorde Sven Christer Swahn och Jan Lewin en egen översättning till den senares uppsättning på Malmö stadsteater. 1979 gjorde dramaturgen Jan Mark och regissören Peter Oskarson en nyöversättning till den senares uppsättning på Skånska Teatern. 1985 sattes pjäsen upp som musikal på Malmö stadsteater. För detta tillfälle användes en mix av Hagbergs och Göran O. Erikssons översättningar tillsammans med nyöversatta partier av Lars Johan Werle och Leif Söderström. 2014 gjorde Ulf Peter Hallberg en ny översättning, också för Malmö stadsteater. 2016 utkom denna översättning i samlingsvolymen Komiska förväxlingar - fyra komedier.

## Uppsättningar
Litteraturforskare brukar anta att pjäsen uppförts vid något adligt bröllop omkring 1595 eller 1596. Dock är inga sådana arrangemang kända före 1614 och Samuel Daniels pjäs Hymen's Triumph. På titelbladet till den första kvartoupplagan från år 1600 anges att pjäsen framförts offentlig åtskilliga gånger. Viscounten av Dorchester berättade att han sett ett maskspel om Robin Goodfellow vid hovet den 1 januari 1604. Det brukar antas att han syftade på En midsommarnattsdröm. Den tidigaste med säkerhet dokumenterade föreställningen ägde rum 29 september 1662 på Drury Lane Theatre i London.
1827 framfördes Felix Mendelssohns ouvertyr till pjäsen första gången och den blev mycket populär att använda vid iscensättningar under 1800-talet och början av 1900-talet. Första gången efter Shakespeares livstid som pjäsen gavs i en någorlunda texttrogen version var 1840 då Lucia Elizabeth Vestris satte upp den på Covent Garden Theatre i London. Under 1800-talet spelades pjäsen ofta med naturtroget överlastad scenografi och ibland med uppemot hundra statister.
En midsommarnattsdröm hör till Shakespeares allra flitigast spelade pjäser. Den har gjorts i flera epokgörande uppsättningar. 1843 regisserades den av Ludwig Tieck på Schauspielhaus i Berlin med Mendelssohns musik. Tieck återuppfann ett elisabetanskt proscenium och fick på så vis föreställningen att flyta smidigare. På 1840-talet satte Samuel Phelps upp pjäsen i London. Han använde diorama för att återskapa de olika miljöerna i skogen och lät delar av spelet försiggå bakom transparenta slöjor som åstadkom en drömlik verkan. När Charles Kean satte upp pjäsen 1856 uppträdde 90 ballerinor i skogen. År 1900 gjorde Herbert Beerbohm Tree en supernaturalistisk uppsättning på Her Majesy's Theatre i London. På scenen förekom levande kaniner och den täcktes av levande gräs med blommor som kunde plockas.
Harley Granville-Barker gjorde 1915 en för sin tid nydanande uppsättning på Savoy Theatre i London där slöjor i olika kulörter fick symbolisera skogens träd. Han bröt därmed den tidigare rådande naturalismen och sökandet efter illussion, han gjorde älvorna till gyllene, mekaniska och främmande varelser och bytte ut Mendelssohn mot engelsk folkmusik. 1905 gjorde Max Reinhardt en eklektisk och spektakulär uppsättning på Theater am Schiffbauerdamm i Berlin - sedan satte han upp pjäsen ytterligare tolv gånger. 1937 satte Tyrone Guthrie upp midsommarnattsdrömen i London med Vivien Leigh som Titania.
1939 skrev Carl Orff ny musik till pjäsen inför ett framförande i nazi-Tyskland. Mendelssohns musik fick inte framföras eftersom dennes föräldrar var av judisk börd. 1945 spelade John Gielgud och Peggy Ashcroft Oberon och Titania på Haymarket Theatre i London. 1967 satte Ariane Mnouchkine upp midsommarnattsdrömen på Théâtre du Soleil i Paris och klädde den i indisk dräkt och 1970 satte Peter Brook upp den på Royal Shakespeare Company med inslag av både commedia dell'arte, akrobatik och cirkus med Oberon och Puck flygande i trapetser. Mnouchkines uppsättning var konsekvent och stilren medan Brooks var en eklektisk stilblandning.

### Uppsättningar i Sverige
1860 hade En midsommarnattsdröm svensk premiär på Kungliga Dramatiska Teatern på Gustav III:s opera. Pjäsen gavs i Fredrik August Dahlgrens bearbetning, med Felix Mendelssohns musik och med Zelma Hedin som Titania. Scenerna i skogen gjordes till en enda sammanhållen akt. Uppsättningen introducerade formalscenen på Dramaten, scenen drogs bakom prosceniet, vilket omöjliggjorde det traditionella rampspelet. Teaterchefen Gunnar Olof Hyltén-Cavallius hamnade i konflikt med hovet som anmärkte på att uppsättningen saknade poetisk halt. Man tog anstöt av att det förekom en krönt åsna på scenen och av skådespelarnas spektakel i sista akten. Till 300-årsminnet av Shakespeares födelse 1864 togs pjäsen upp på nytt på samma scen. Föreställningen regisserades av August Bournonville som var en av de första moderna regissörerna i Sverige.

#### Uppsättningar i Sverige sedan år 1900
- 1906 Julia Håkanssons teatersällskap
- 1912 Svenska Teatern, Stockholm, regi Victor Sjöström
- 1927 Dramaten, regi Olof Molander
- 1927 Radioteatern (skogsscenen)
- 1931 Radioteatern, regi Per Lindberg
- 1933 Radioteatern (scener med Oberon & Titania), regi Olof Molander, med Gabriel Alw
- 1941 Sagoteatern, Stockholm, regi Ingmar Bergman
- 1944 Malmö stadsteater, översättning Per Hallström, regi Sandro Malmquist, med Oscar Winge, Georg Årlin & Gaby Stenberg
- 1945 Skansens Friluftsteater, regi Svend Gade, med Cécile Ossbahr
- 1948 Stadsteatern Norrköping-Linköping, översättning Carl August Hagberg, regi Stig Roland, med Bengt Blomgren & John Harryson
- 1951 Radioteatern, regi Sandro Malmquist, med Doris Svedlund
- 1956 Näckrosdammens Friluftsteater, Göteborg, regi Ellen Bergman
- 1956 Dramaten, översättning Carl August Hagberg & Karl Ragnar Gierow, regi Alf Sjöberg, med Ulla Sjöblom
- 1958 Skansens Friluftsteater, regi Sandro Malmquist, med Cécile Ossbahr
- 1960 Riksteatern, översättning Per Hallström ,regi Sandro Malmquist
- 1967 Dramaten, regi Donya Feuer, med Lena Nyman
- 1967 Folkteatern i Göteborg, regi Barthold Halle & Edith Roger
- 1968 Riksteaterns Västeråsensemble, regi Hans Bergström, med Percy Brandt
- 1969 Malmö stadsteater, översättning Sven Christer Swahn & Jan Lewin, regi Jan Lewin, med Tomas von Brömssen, Halvar Björk, Folke Sundquist & Claire Wikholm
- 1970 Stadsteatern Norrköping-Linköping, översättning Sven Christer Swahn & Jan Lewin, regi Torsten Sjöholm
- 1972 Riksteatern, översättning Allan Bergstrand, regi Tom Lagerborg, med Pierre Lindstedt
- 1975 Hallwylska palatset, Stockholm
- 1976 Uppsala-Gävle Stadsteater, översättning Sven Christer Swahn & Jan Lewin, regi Ulf Fredriksson, med Anders Nyström
- 1979 Stockholms stadsteater, översättning & regi Göran O. Eriksson
- 1979 Skånska Teatern, översättning Jan Mark & Peter Oskarson, regi Peter Oskarson, med Peter Haber & Rolf Lassgård
- 1979 Scenskolan i Malmö
- 1979 Scenskolan i Stockholm
- 1981 TV-teatern
- 1983 Riksteatern, översättning Allan Bergstrand, regi Hans Bergström, med Olof Thunberg, Maria Lundqvist, Anna Sundqvist, Benny Haag & Mona Andersson
- 1984 Göteborgs stadsteater, översättning Göran O. Eriksson, regi Claes Lundberg
- 1984 Stockholms läns- och skärgårdsteater, översättning och regi Per Edström
- 1985 Malmö stadsteater, översättning Carl August Hagberg, Göran O. Eriksson, Lars Johan Werle & Leif Söderström, regi Leif Söderström (musikal)
- 1987 Malmö stadsteater, översättning Göran O. Eriksson, regi Marianne Rolf, med Cecilia Ljung
- 1988 Teater Scratch, Luleå, översättning Göran O. Eriksson, regi Dan Swärd
- 1988 Länsteatern i Dalarna
- 1989 Backa teater, Göteborg, regi Eva Bergman, med Claes Malmberg
- 1989 Romateatern, Gotland
- 1989 Teaterensemblen, Stockholm, översättning Göran O. Eriksson, regi Martin Alskog
- 1990 Dramaten, regi Wilhelm Carlsson, med Kristina Törnquist, Claes Månsson & Mats Bergman
- 1990 En midsommarnattsdröm, TV-teatern, regi Eva Bergman & Ann-Ci Lifmark, med Claes Malmberg
- 1990 Teater Bastard, Göteborg, översättning Carl August Hagberg, regi Alexander Öberg
- 1992 Östgötateatern, översättning Göran O. Eriksson, regi Karlis Auskaps
- 1993 En midsommarnattsdröm i Skåne Vallerödsteatern, Blentarp, regi Juan Rodriguez (adaption)
- 1994 Teaterhögskolan i Stockholm på Orionteatern, översättning Göran O. Eriksson, regi Peter Oskarson & Ma Ke, med Jonas Karlsson
- 1994 Sagohuset, Lund, översättning Göran O. Eriksson, regi Sture Ekholm
- 1995 Dockteatern Långa Näsan, Stockholm, översättning Göran O. Eriksson, regi Inger Jalmert-Moritz (dockteater)
- 1995 Teater Västernorrland, översättning Göran O. Eriksson, regi Olle Pettersson
- 1996 Teater Paradiso, Karlsborg, översättning Göran O. Eriksson, regi Sonja Gube
- 1996 Länsteatern i Örebro, översättning Göran O. Eriksson, regi Göran Parkrud
- 1998 Göteborgs stadsteater, regi Ronny Danielsson, med Cecilia Frode
- 1998 Spegelteatern, Stockholm, översättning Göran O. Eriksson, regi Peter Böök
- 1998 Deutsches Theater, Berlin, gästspel på Dramaten, regi Jürgen Gosh
- 2000 Dramaten, översättning Göran O. Eriksson, regi John Caird, med Örjan Ramberg, Stina Ekblad & Jonas Karlsson
- 2001 Teatern.nu, Malmö
- 2002 Romateatern, regi Thomas Segerström
- 2003 Shakespeare på Gräsgården, Vadstena, översättning Göran O. Eriksson, regi Per-Johan Persson & Pontus Plænge
- 2003 Backa teater, översättning Göran O. Eriksson, regi Eva Bergman, med Anders Ekborg
- 2003 gästspel från Egypten
- 2004 Regionteatern Blekinge Kronoberg
- 2006 Stockholms stadsteater, översättning Göran O. Eriksson, regi Alexander Mørk-Eidem, med Dan Ekborg & Rikard Wolff
- 2006 Västerbottensteatern, regi Staffan Aspegren
- 2009 Puma scenkonst, Stockholm, regi Elin Skärstrand
- 2010 Teater Sesam, Göteborg, regi Nasrin Barati
- 2010 Västanå teater, Sunne, regi Leif Stinnerbom
- 2010 Scenkonstbolaget/Teater Västernorrland, regi Karl Seldahl, med Sven Wollter & Kim Anderzon
- 2010 Uppsala stadsteater, regi Dritëro Kasapi, med Özz Nûjen
- 2011 En liten midsommarnattsdröm, Ölands Dramatiska Teater, regi Johan Bernander (dockteater)
- 2012 Helsingborgs stadsteater, översättning Göran O. Eriksson, regi Anna Novovic
- 2012 Teater Halland, översättning Göran O. Eriksson, regi Daniel Rylander
- 2012 Jönköpings länsteater, översättning Göran O. Eriksson, regi Ronny Danielsson
- 2014 Malmö stadsteater, översättning Ulf Peter Hallberg, regi Anna Bergmann
- 2015 Shakespeare på Gräsgården, regi Pontus Plænge
- 2017 Norrbottensteatern, översättning  Göran O. Eriksson, regi Olle Törnqvist
- 2024 Stockholms stadsteater, översättning  Göran O. Eriksson, regi Melody Parker, med Leif Andrée

## Filmatiseringar (urval)
Pjäsen har filmatiserats oerhört många gånger.
- 1935 – En midsommarnattsdröm (A Midsummer Night's Dream), regi William Dieterle & Max Reinhardt, med James Cagney & Olivia de Havilland
- 1959 – En midsommarnattsdröm (Sen noci svatojánské, Tjeckoslovakien), regi Jiří Trnka (världens första dockfilm i cinemascope)
- 1968 – A Midsummer Night's Dream, regi Peter Hall, med Helen Mirren & Judi Dench
- 1999 – En midsommarnattsdröm (A Midsummer Night's Dream), regi Michael Hoffman, med Kevin Kline & Rupert Everett

## Verk som bygger på En midsommarnattsdröm

### Opera
1692 skrev Henry Purcell operan The Fairy Queen. Också Benjamin Britten har gjort opera av pjäsen (1960).

### Konst
Pjäsen har inspirerat konstnärer som Henry Fuseli på 1700-talet och Richard Dadd på 1800-talet (The Fairy Feller's Master-Stroke). Även Marc Chagall har valt motiv från En midsommarnattsdröm, nämligen Titania och åsnehuvudet.